# Wolfgang Dienelt
Wolfgang Dienelt (* 24. April 1961) ist ein ehemaliger deutscher Fußballspieler.

## Sportlicher Werdegang
Wolfgang Dienelt begann das Fußballspielen der Jugend des FC Rastatt 04 und wechselte anschließend in die Jugend der Stuttgarter Kickers. Sein Vater Herbert ist Rekordspieler der Kickers. Dort wurde Wolfgang Dienelt Deutscher A-Jugendmeister der Saison 1978/79. Dienelts Kopfballtor beim 7:2-Sieg im Hinspiel des Halbfinales gegen den 1. FC Kaiserslautern wurde zum Tor des Monats gewählt. Seine Mitspieler waren unter anderem Joachim Müller, Andreas Hägele, Zvonko Kurbos, Peter Schulz und der spätere Weltmeister Guido Buchwald.
In den darauffolgenden Jahren spielte er, zusammen mit einigen anderen Spielern der A-Jugendmeistermannschaft, in der Amateurmannschaft der Stuttgarter Kickers. Am 31. Mai 1980 gab er beim 2:0-Heimsieg der Kickers gegen den SC Freiburg sein Debüt in der Profimannschaft. Jedoch konnte er sich dauerhaft keinen Stammplatz erspielen und war des Öfteren bei den Amateuren im Einsatz. Nach seiner Zeit bei den Kickers kehrte Dienelt zu seinem Heimatverein nach Rastatt zurück. Nach drei weiteren Spielzeiten in Rastatt wechselte der Stürmer zum FC Marbach, für den er über 200 Mal zum Einsatz kam.